# Dudley (Georgia)
Dudley es un pueblo ubicado en el condado de Laurens en el estado estadounidense de Georgia. En el censo de 2000, su población era de 447.

## Demografía
En el 2000 la renta per cápita promedia del hogar era de $41,442, y el ingreso promedio para una familia era de $48,750. El ingreso per cápita para la localidad era de $19,803. Los hombres tenían un ingreso per cápita de $40,893 contra $26,000 para las mujeres.

## Geografía
Dudley se encuentra ubicado en las coordenadas 32°32′18″N 83°4′34″O / 32.53833, -83.07611 (32.538345, -83.076179).
Según la Oficina del Censo, la localidad tiene un área total de 8,1 km² (3,1 mi²), de la cual 8,1 km² (3,1 mi²) es tierra y 0 km² (0 mi²) (0.00%) es agua.